# تاتليبان-كويتزال
تاتليبان-كويتزال
كان حاكما لمدينة تلاكوبان والتي إحدى المدن-الدول من اميراطورية آناهواك الازتيكية أي ما يعرف اليوم بالمكسيك قبل الغزو الإسباني له في مطلع القرن 16.
بعد احداث الليلة الحزينة 'النوتشي تريستي'من 30 جوان إلى أول جويلية 1520 وانتشار مرض الجدري توفي الملك طوطوكيهوا الثاني ملك تلاكوبان، فأعتلى تاتليبان –كويتزال اعتلى عرش هذه المدينة-الدولة ودخل في حلف مع بقية ملوك المدن الأخرى ضد الغزو الإسباني ولكنهم هزموا ودخل كورتير مكسيكو ورغم ان تاتليبان تمكن من الهرب مع ملكها كواتيموزين فانه تم اخضاعه وامر كورتيس بشنق تاتليبان والملوك الاخرين المحتجزين معه فجر 15 فبراير 1525 .
قام الرسام التركي المشهور سعد يلز برسم احداث رواية مرسومة باسم تاتليبان